# Anna Gavalda
Anna Gavalda (ur. 9 grudnia 1970 w Boulogne-Billancourt) – francuska pisarka, dziennikarka.
Gdy debiutowała w 1999 zbiorem opowiadań Chciałbym, żeby ktoś gdzieś na mnie czekał, pracowała jako nauczycielka języka francuskiego w szkole średniej. Książka w ciągu 9 miesięcy osiągnęła sprzedaż miliona egzemplarzy we Francji, a w 2000 otrzymała nagrodę Grand Prix RTL-Lire. Do 2007 nakłady trzech jej książek osiągnęły ponad 3 miliony egzemplarzy. Na podstawie jej powieści Po prostu razem w 2007 r. powstał film w reżyserii Claude'a Berri, w którym wystąpili Audrey Tautou i Guillaume Canet, a w 2009 r. na podstawie powieść Kochałem ją film pod tym samym tytułem w reżyserii Zabou Breitman.
Jest rozwiedziona, ma dwoje dzieci. Mieszka w Melun, miasteczku położonym 50 km na południowy wschód od Paryża. Publikuje w magazynie Elle.

## Dzieła
- Je voudrais que quelqu'un m'attende quelque part, 1999 (wyd.pol. 2003 Chciałbym, żeby ktoś gdzieś na mnie czekał)
- L'Échappée belle, 2001 (wyd. pol. 2010 Ostatni raz)
- 35 kilos d'espoir, 2002
- Je l'aimais, 2002	(wyd.pol. 2003 Kochałem ją)
- Ensemble, c'est tout, 2004 (wyd.pol. 2005 Po prostu razem)
- La Consolante, 2008 (wyd. pol. 2009 Pocieszenie)
- Billie, 2008 (wyd. pol. 2014 Billie)
- La Vie en mieux, 2014, (wyd. pol. 2015 Lepsze życie)